# Ministri presidenti della Sassonia-Anhalt
Il Ministro presidente della Sassonia-Anhalt (in tedesco: Sachsen-Anhalt Ministerpräsident) è il capo del governo del Land tedesco della Sassonia-Anhalt.

## Elenco
| Immagine | Ministro presidente (nascita-morte) | Partito | Mandato                                    |
| -------- | ----------------------------------- | ------- | ------------------------------------------ |
|          | Gerd Gies (1943)                    | CDU     | 28 ottobre 1990 – 4 luglio 1991 (dimesso)  |
|          | Werner Münch (1940)                 | CDU     | 4 luglio 1991 – 28 novembre 1993 (dimesso) |
|          | Christoph Bergner (1948)            | CDU     | 28 novembre 1993 – 2 dicembre 1994         |
|          | Reinhard Höppner (1948–2014)        | SPD     | 2 dicembre 1994 – 21 giugno 2002           |
|          | Wolfgang Böhmer (1936)              | CDU     | 21 giugno 2002 – 19 aprile 2011            |
|          | Reiner Haseloff (1954)              | CDU     | 19 aprile 2011 – in carica                 |